# 에밀리 버글
에밀리 버글(Emily Bergl, 1975년 4월 25일 ~ )는 잉글랜드의 배우이다.

## 영화
- 블루 재스민

## 텔레비전
- 뉴욕경찰 24시
- ER (드라마)
- 길모어 걸스
- 테이큰 (2002년 드라마)
- 스타 트렉: 엔터프라이즈
- CSI: 마이애미
- 고스트 & 크라임
- 굿 와이프
- 사우스랜드 (드라마)
- 그레이 아나토미
- 위기의 주부들
- 로열 페인스
- 하와이 파이브-0
- 멘탈리스트 (드라마)
- 웨어하우스 13
- 엘리멘트리
- 더 닉
- 셰임리스 (2011년 드라마)
- 스캔들 (2012년 드라마)
- 아메리칸 크라임
- 너의 모든 것
- 더 마블러스 미세스 메이즐
- 마인드헌터
- 범죄의 재구성 (드라마)
- 더 마블러스 미세스 메이즐